# InterContinental Hotels Group
InterContinental Hotels Group (IHG) is een multinational die als moedermaatschappij opereert voor meerdere hotelketens. IHG is de grootste hotelonderneming gemeten naar het aantal kamers (556.000 in maart 2007). Het hoofdkantoor is gevestigd in Windsor (Verenigd Koninkrijk). IHG heeft een notering op de London Stock Exchange.

## Formule
IHG beheert hotels die via franchise in bezit zijn van onder andere vastgoedondernemingen en privépersonen. IHG verkoopt de expertise in hotelmanagement, -systemen en -marketing maar de hotels zijn eigendom van een derde partij. IHG was een van de eerste bedrijven in de hotelindustrie die het grootste deel van haar hotels onderbracht bij een derde partij en alleen een klein gedeelte daadwerkelijk in bezit hield. De onderneming heeft contracten voor 3.200 hotels wereldwijd via franchiseformules, managet er een kleine 500 en heeft slechts 24 hotels daadwerkelijk in bezit. Dit zijn voornamelijk bedrijven van de keten InterContinental Hotels.

## Geschiedenis
IHG stamt af van de Bass-brouwerijgroep in Burton-upon-Trent (Engeland). Nadat Bass in 1989 te maken kreeg met een nieuwe regeling in het Verenigd Koninkrijk dat het nog een beperkt aantal pubs mocht bezitten, ging Bass haar andere tak verder uitbreiden. In 1990 kocht Bass de internationale Hotelgroep Holiday Inn International van de oprichter Kemmons Wilson, waarmee Bass de Amerikaanse markt binnenstormde. In maart 1998 kocht Bass de luxe-hotelketen InterContinental Hotels op.
Twee jaar later verkocht Bass haar brouwerijen aan Interbrew in België en veranderde haar naam in Six Continents PLC. IHG ontstond drie jaar later, in 2003, toen het bedrijf opnieuw splitste in Mitchells en Butlers PLC voor haar restaurants en IHG voor haar hotels en softdrinks. In 2005 werd die laatste divisie ook afgestoten waarna IHG zich in het geheel op de hotelmarkt richtte.

## Ketens
- Intercontinental Hotels
  - Intercontinental Hotels
  - Intercontinental Resorts

* Crowne Plaza
- - Crowne Plaza Hotels
  - Crowne Plaza Resorts
- Holiday Inn

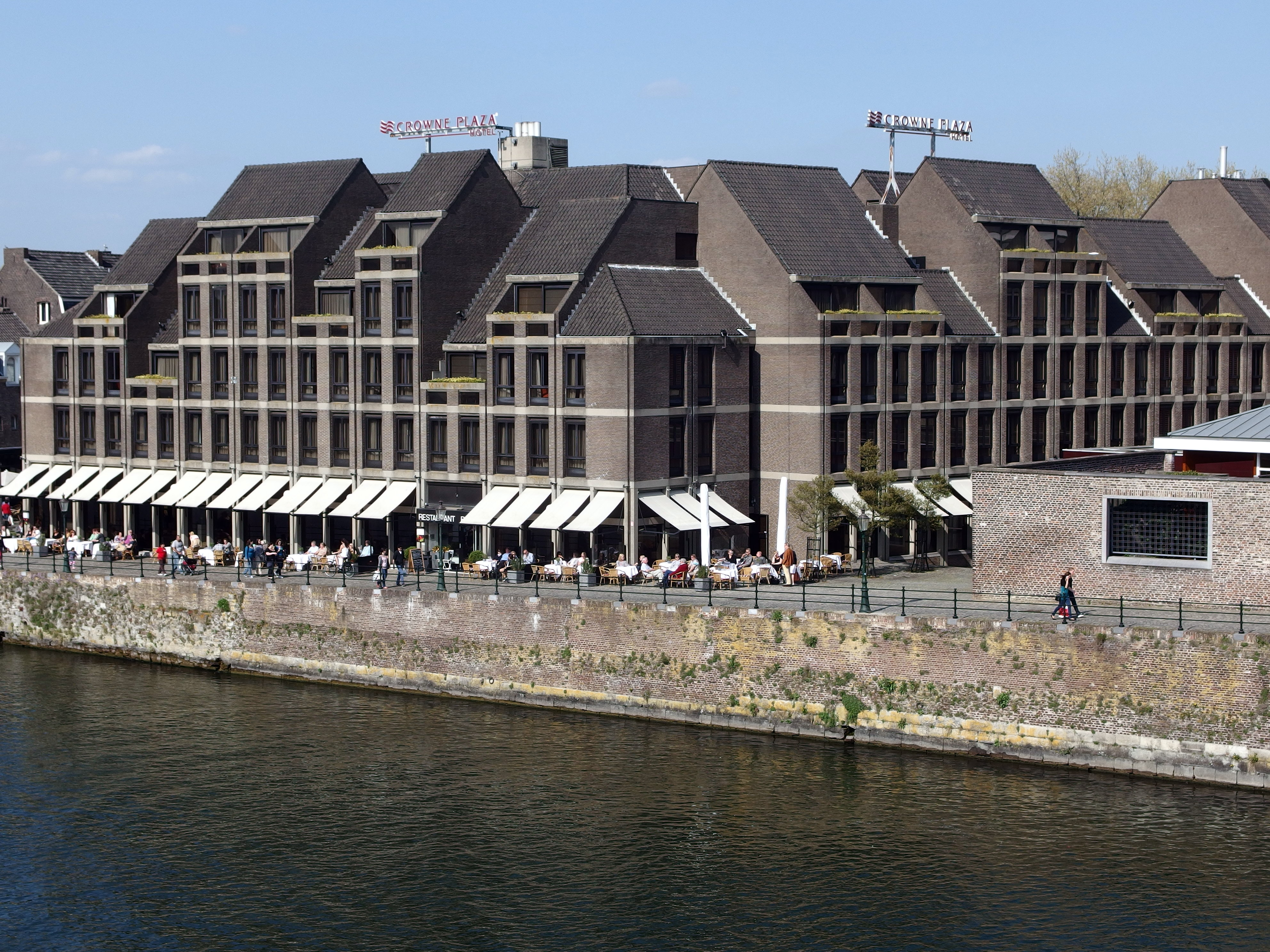
Crowne Plaza Maastricht

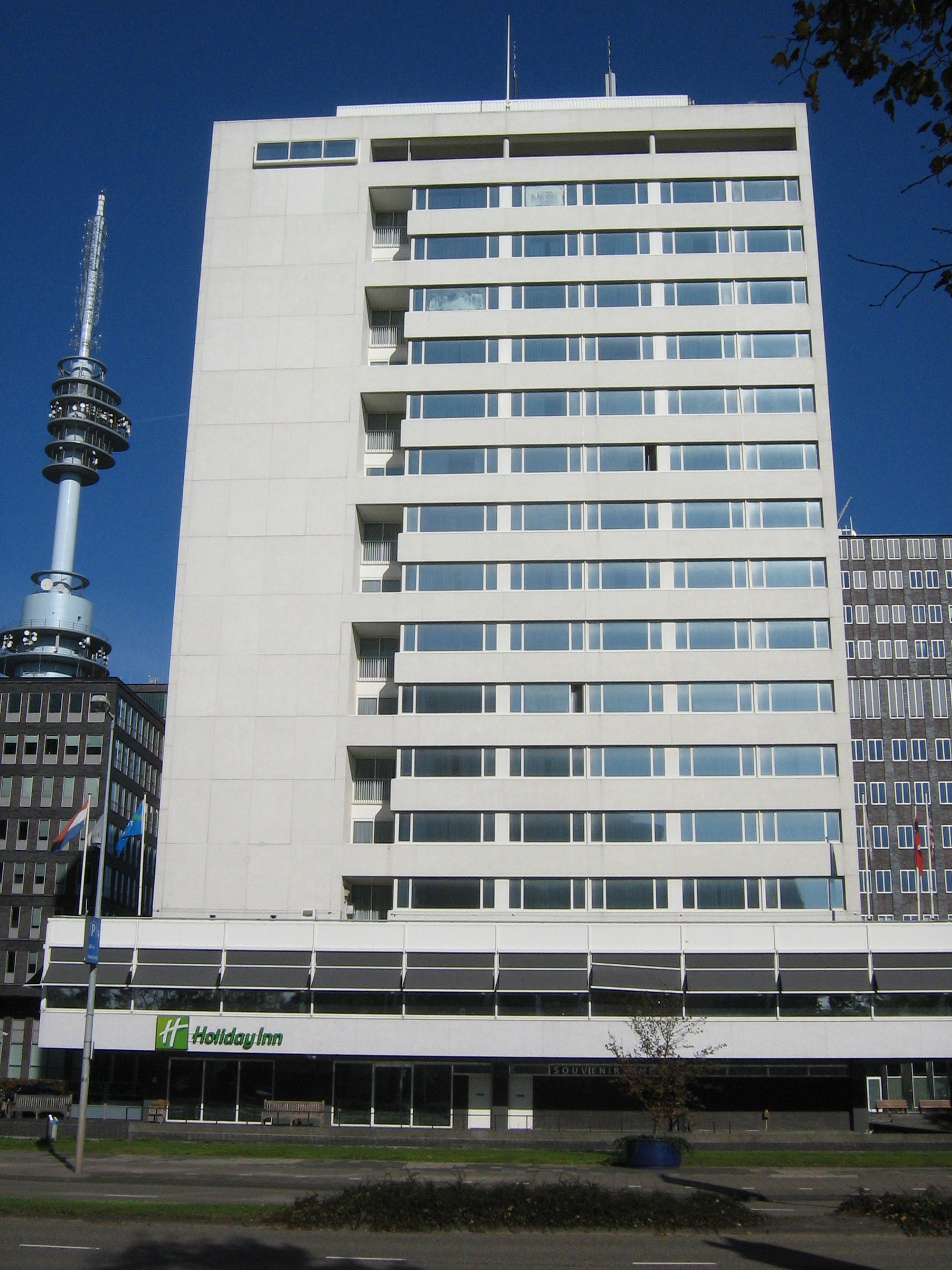
Holiday Inn in Amsterdam

  - Holiday Inn Garden Court (alleen in Duitsland, Frankrijk, Italië, Verenigd Koninkrijk)
  - Holiday Inn Select (alleen in Noord-, Midden- en Zuid-Amerika)
  - Holiday Inn Resorts
  - Holiday Inn SunSpree Resorts (onder andere op Aruba)
  -  Nickelodeon Family Suites by Holiday Inn (alleen in de VS)
- Holiday Inn Express
- Staybridge Suites
- Candlewood Suites (alleen in de VS)
- Hotel Indigo
- Kimpton Hotels & Restaurants
- Hualuxe Hotels & Resorts
- EVEN Hotels
- ANA Hotels (alleen in Japan)